# 4-idrossifenilpiruvato ossidasi
La 4-idrossifenilpiruvato ossidasi è un enzima appartenente alla classe delle ossidoreduttasi, che catalizza la seguente reazione:
4-idrossifenilpiruvato + ½ O2 ⇄ 4-idrossifenilacetato + CO2
L'enzima è coinvolto nella via di degradazione della tirosina nel batterio Arthrobacter sp.